# دوكوهك (الريف الشرقي)
دوكوهك (بالفارسية: دوکوهک) هي منطقة سكنية تقع في إيران في قسم الريف الشرقي الريفي. يقدر عدد سكانها بـ 390 نسمة بحسب إحصاء 2016.